# 暗色鬚鰃
暗色鬚鰃為輻鰭魚綱鬚鰃目鬚鰃科的其中一種，分布於印度洋區，包括葉門及印度等海域，棲息深度19-435公尺，體長可達23.5公分，棲息在大陸坡。